# لورانس (كانساس)
لورانس (بالإنجليزية: Lawrence, Kansas)، هي مدينة ومركز مقاطعة دوغلاس في ولاية كانساس بالولايات المتحدة، وتُعد سادس أكبر مدينة في الولاية. تقع في الجزء الشمالي الشرقي من كانساس على الطريق السريع 70، بين نهري كانساس وواكاروسا. ووفقًا لتعداد عام 2020، بلغ عدد سكان المدينة 94,934 نسمة. تُعتبر لورانس مدينة جامعية، حيث تحتضن كلًا من جامعة كانساس وجامعة هاسكل للأمم الهندية [الإنجليزية].
تأسست لورانس على يد "شركة نيو إنجلاند لإعانة المهاجرين"، وسُمّيت على اسم آموس آدامز لورانس، وهو مناهض للعبودية من ولاية ماساتشوستس قدّم دعمًا ماليًا للمستوطنة. لعبت المدينة دورًا محوريًا خلال فترة "نزيف كانساس" (1854–1861)، وكانت موقعًا لمعركة واكاروسا [الإنجليزية] عام 1855 ونهب لورانس عام 1856. وخلال الحرب الأهلية الأمريكية، شهدت المدينة مجزرة لورانس [الإنجليزية] عام 1863.
بدأت لورانس كمركز للسياسات المناهضة للعبودية، ثم تنوع اقتصادها ليشمل الزراعة والصناعة والتعليم، خاصةً بعد تأسيس جامعة كانساس عام 1865 وجامعة هاسكل للأمم الهندية عام 1884.

## التاريخ

### الاستيطان والسنوات الأولى
استقر شعب كاو، المعروف أيضًا باسم كانسا، في المنطقة بما في ذلك ما يعرف الآن باسم لورانس في أواخر القرن السابع عشر أو أوائل القرن الثامن عشر.  أجبرت سلسلة من المعاهدات مع حكومة الولايات المتحدة الكاو على التنازل عن الأرض لشوني ومحمياتهم الهندية التي تأسست عام 1830. تم إنشاء إقليم كانساس في مايو 1854.
تأسست لورنس «لأسباب سياسية بحتة» تتعلق بالعبودية، والتي نوقشت بشدة في الولايات المتحدة في أوائل القرن التاسع عشر وحتى منتصفه. الديموقراطيون الشماليون بقيادة السناتور لويس كاس من ميشيغان وستيفن أ.دوغلاس من إلينوي، روجوا لـ «السيادة الشعبية» كموقف وسط بشأن قضية العبودية. جادل مؤيدوها بأنها أكثر ديمقراطية، لأنها سمحت لمواطني المناطق المنظمة حديثًا (وليس السياسيين في واشنطن العاصمة) أن يكون لهم رأي مباشر في شرعية العبودية في أراضيهم.
أشار ريتشارد كوردلي المؤيد لإلغاء الرق والوزير البروتستانتي لاحقًا إلى أنه بعد أن أصبح مشروع القانون قانونًا «كان هناك شعور باليأس في جميع أنحاء الشمال» لأن تمريره فتح كانساس لإمكانية العبودية، كان هذا إلى حد كبير لأن ولاية ميسوري المجاورة سمحت بالعبودية وافترض الكثيرون بحق أن المستوطنين الأوائل في إقليم كانساس سيأتون من ميسوري مما يجلب ميلهم للعبودية معهم.
بمرور الوقت وحد الغضب من قانون كانساس - نبراسكا القوى المناهض للعبودية في حركة ملتزمة بوقف انتشار العبودية والتي تم إضفاء الطابع المؤسسي عليها في النهاية على أنها الحزب الجمهوري. قرر العديد من معارضي العبودية «مواجهة مسألة العبودية في كانساس وفقًا لشروط القانون نفسه» من خلال الهجرة إلى كانساس وانتخاب المشرعين المناهضين للعبودية  وفي النهاية حظر العبودية تمامًا. وسرعان ما أصبح هؤلاء المستوطنون يُعرفون باسم «السادة الأحرار». حتى قبل تمرير مشروع القانون  كان لدى بعض الناس هذه الفكرة بالفعل.

## التركيبة السكانية
قام مكتب تعداد الولايات المتحدة بتحديد بيانات التركيبة السكانية للورانس في تعداد الولايات المتحدة. فيما يلي، التركيبة السكانية حسب تعدادي 2000 و2010.

### تعداد عام 2000
بلغ عدد سكان لورانس 80,098 نسمة بحسب تعداد عام 2000، وبلغ عدد الأسر 31,388 أسرة وعدد العائلات 15,725 عائلة مقيمة في المدينة. وتوزع التركيب العرقي للمدينة بنسبة 83.80% من البيض و2.93% من الأمريكيين الأصليين و3.78% من الأمريكيين ذوي الأصول الآسيوية و0.07% من سكان جزر المحيط الهادئ و5.09% من الأمريكيين الأفارقة و1.36% من الأعراق الأخرى و2.97% من عرقين مختلطين أو أكثر. فيما شكل الهسبانيون أو اللاتينيون من أي عرق نسبة 3.65% من السكان.
```
وبلغت نسبة 
الأزواج
 القاطنين مع بعضهم البعض 38.0% من أصل المجموع الكلي للأسر، ونسبة 8.7% من الأسر كان لديها معيلات من الإناث دون وجود شريك، وكانت نسبة 49.9% من غير العائلات. تألفت نسبة 30.6% من أصل جميع الأسر من أفراد ونسبة 5.6% كان يعيش معهم شخص وحيد يبلغ من العمر 65 عاماً فما فوق. وبلغ متوسط حجم الأسرة المعيشية 2.93، أما متوسط حجم العائلات فبلغ 2.30.
```

بلغ العمر الوسطي للسكان 25 عاماً. وكانت نسبة 18.6% من القاطنين تحت سن الثامنة عشر، وكانت نسبة 30.7% بين الثامنة عشر والأربعة وعشرين عاماً، ونسبة 28.5% كانت واقعةً في الفئة العمرية ما بين الخامسة والعشرين حتى الأربعة وأربعين عاماً، ونسبة 15.1% كانت ما بين الخامسة والأربعين حتى الرابعة والستين، ونسبة 7.2% كانت ضمن فئة الخامسة والستين عاماً فما فوق. يوجد لكل 100 أنثى 98.8 ذكر، ويوجد لكل 100 أنثى في الثامنة عشر من عمرها فما فوق 98.2 ذكر.
وكان متوسط دخل الذكور 33,481 دولار مقابل 27,436 دولار للإناث. وسجل دخل الفرد الخاص بالمدينة 19,378 دولار. وكانت نسبة 7.3% من العائلات ونسبة 18.9% من السكان تحت خط الفقر، وكان من هؤلاء نسبة 10.6% تحت سن الثامنة عشر ونسبة 7.7% في الخامسة والستين من العمر وما فوق.

### تعداد عام 2010
بلغ عدد سكان لورانس 87,643 نسمة بحسب تعداد عام 2010، وبلغ عدد الأسر 34,970 أسرة وعدد العائلات 16,939 عائلة مقيمة في المدينة. في حين سجلت الكثافة السكانية 2,611.5 نسمة لكل ميل مربع (1,008.3/كم2). وبلغ عدد الوحدات السكنية 37,502 وحدة بمتوسط كثافة قدره 1,117.5 لكل ميل مربع (431.5/كم2).
وتوزع التركيب العرقي للمدينة بنسبة 82.0% من البيض و3.1% من الأمريكيين الأصليين و4.5% من الأمريكيين ذوي الأصول الآسيوية و0.1% من سكان جزر المحيط الهادئ و4.7% من الأمريكيين الأفارقة و4.1% من عرقين مختلطين أو أكثر. بلغ عدد الأسر 34,970 أسرة كانت نسبة 24.4% منها لديها أطفال تحت سن الثامنة عشر تعيش معهم، وبلغت نسبة الأزواج القاطنين مع بعضهم البعض 35.6% من أصل المجموع الكلي للأسر، ونسبة 8.8% من الأسر كان لديها معيلات من الإناث دون وجود شريك، بينما كانت نسبة 4.0% من الأسر لديها معيلون من الذكور دون وجود شريكة وكانت نسبة 51.6% من غير العائلات. تألفت نسبة 32.0% من أصل جميع الأسر من أفراد ونسبة 6.5% كان يعيش معهم شخص وحيد يبلغ من العمر 65 عاماً فما فوق. وبلغ متوسط حجم الأسرة المعيشية 2.91، أما متوسط حجم العائلات فبلغ 2.28. بلغ العمر الوسطي للسكان 26.7 عاماً. ونسبة 27.4% كانت واقعةً في الفئة العمرية ما بين الخامسة والعشرين حتى الأربعة وأربعين عاماً، ونسبة 18.5% كانت ما بين الخامسة والأربعين حتى الرابعة والستين، ونسبة 8% كانت ضمن فئة الخامسة والستين عاماً فما فوق. وتوزع التركيب الجنسي للسكان بنسبة 50.2% ذكور و49.8% إناث.

## وصلات خارجية
- lawrenceks.org
- The US50 - Cities and Towns in Kansas State